# Яхвизм

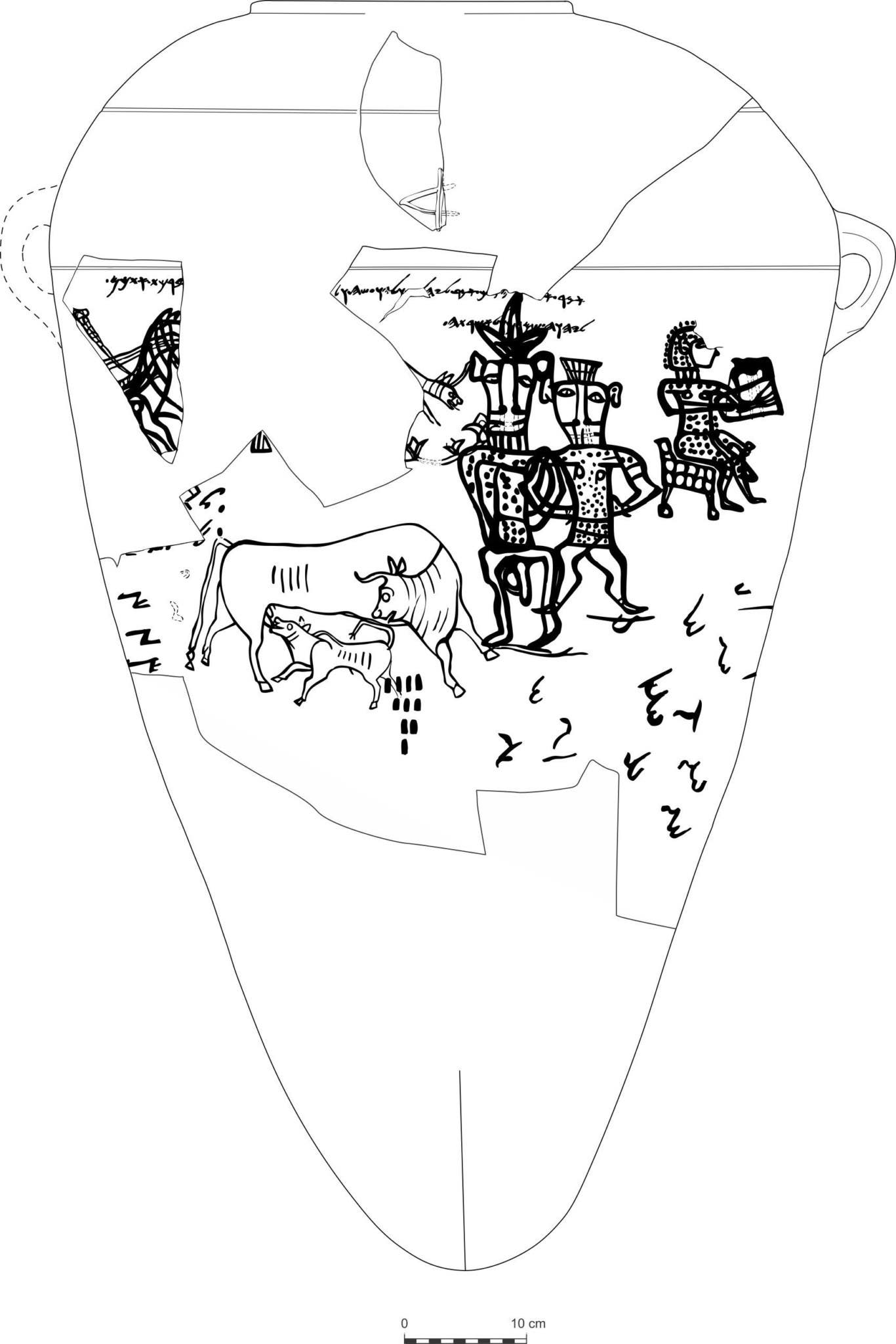
Рисунок на кувшине, найденный в Кунтиллет Аджруд, с надписью «Яхве Самарийский и его Ашера». Около 800 года до н. э.

Яхви́зм — в современном религиоведении название раннего этапа формирования иудаизма, поклонение богу Яхве, религиозный культ Древнего Израиля и Иудеи.
В современной науке существует точка зрения, что иудаизм в качестве целостной религии формировался в течение первой половины 1-го тысячелетия до н. э.
В раннем Израиле была политеистическая религия с богом Яхве во главе пантеона. Строго монотеистическая риторика впервые появилась в Танахе лишь в определённых частях Второзакония либо в послепленный период у Второ-Исайи.
Со времён формирования Талмуда и до современности иудейские богословы пытаются доказать, что монотеизм всегда был присущ иудаизму. Однако уже из анализа еврейской Библии, Танаха, следует, что формирование культа единого Бога началось не ранее XI—X веков до н. э., то есть периода формирования единого еврейского государства, и продолжалось в течение длительного времени, полностью завершившись в III—II веках до н. э. В более же ранний период еврейский народ, подобно родственным ему другим семитским племенам, практиковал одну из форм политеизма, поклоняясь многим богам и духам.
Особую роль в развитии монотеистического учения сыграло жречество Иерусалимского храма. При царе Соломоне начинается централизация культа вокруг Иерусалима и храма, и после религиозных реформ царя Иудейского царства Иосии Иерусалимский храм стал центром развития иудейской религии и единственным местом богослужения для всех евреев. Эти процессы привели к постепенному выделению образа Яхве вначале в качестве главного, а затем и единственного бога всех племён («колен») израилевых.

## Ранняя история с точки зрения нормативного иудаизма
Согласно представлениям иудаизма, иудейская религия возникла во 2-м тысячелетии до н. э. среди западно-семитского скотоводческого и земледельческого населения в землях Восточного Средиземноморья.
В рамках иудаизма считается, что первым евреем являлся патриарх Авраам авину (Авраам, отец наш), с которым Бог заключил брит (договор, союз; в христианской традиции именуется завет) о том, что Господь умножит Авраамово потомство, станет для его потомком Господом и защитником и отдаст потомкам во владение Землю Израиля — то есть Землю обетованную; потомки Авраама при этом взяли на себя исполнение предписанных Господом заповедей (мицвот) (Быт. 15:1—21). Согласно предсказанию, которое Бог дал во время заключения завета, потомки Авраама, евреи, попали в египетское рабство на 400 лет. Из Египта евреев чудесным образом вывел пророк Моше рабейну (Моисей, великий наш). Во время Исхода из Египта Бог на горе Синай через Моше дарует евреям Боговдохновенную Тору (Закон), получившую наименование Пятикнижие Моисеево. Синайское откровение, согласно традиции иудаизма, знаменовало собой начало еврейского народа и принятие народом иудаизма. За Исходом следовало 40-летнее странствие евреев по пустыне, поскольку должны были умереть все бывшие рабы, чтобы в Землю обетованную вошли только рождённые свободными.

## Развитие
Евреи сложились как общность во 2-м тысячелетии до н. э. в результате интеграции семитоязычных скотоводов-кочевников и земледельцев Ханаана. Евреи подразделялись на двенадцать племён («колен»), которые, согласно традиции Священного писания, восходили к сыновьям Иакова (Израиля). На рубеже 2-1-го тысячелетия до н. э. было основано объединённое царство Давида.
Истоки поклонения Яхве восходят, скорее всего, к позднему бронзовому веку, если не несколько раньше; Яхве не относится к известным божествам западно-семитских религий, не упоминается в ханаанских и других западно-семитских текстах до появления евреев; первое такое упоминание — на стеле царя Меша IX века до н.э, где Яхве упоминается как божество израильтян. Упоминания имени Яхве, возможно, как топонима, содержится в египетских надписях XIV—XII веков до н. э., связывающих Яхве с шасу — кочевниками из Мадиама и Эдома в северной Аравийской пустыне, что ставит вопрос, как Яхве попал на север в Ханаан.
Кенитская гипотеза, согласно которой Яхве был пустынным божеством почитаемым кенитами — племенем мадианитян, связывает воедино различные данные, такие как отсутствие ранних упоминаний Яхве в Ханаане и его связи, а также связи Моисея с Эдомом и Мадиамом в библейских текстах. Исключение Моисея, как мифологической фигуры, и истории он Исходе евреев из Египта из исторических реконструкций, требует дополнительных гипотез для объяснений, как культ Яхве мог быть передан от кенитов евреям.
Существует гипотеза, что изначально Яхве был богом племени Иуды и только со временем об стал богом царств Иудеи и Израиля, всех племён («колен») израилевых.
Библеист Марк Смит писал, что современные археологические данные позволяют поставить под сомнение сложившиеся представления, согласно которым хананеи и израильтяне были носителями принципиально разной культуры. Материальная культура региона демонстрирует множество точек соприкосновения этих культур периода железного века I (около 1200—1000 годы до н. э.). Израильская культура восходит к ханаанской и была сама в значительной мере ханаанской.
Значительная часть сказаний Пятикнижия относится к протоеврейским мифам. Даже став частью Торы, они продолжали оказывать влияние на формирование народных легенд, хотя этиологические элементы мифов были вытеснены в процессе развития нормативного иудаизма.
Первые израильтяне были политеистами, и за заметным исключением самого Яхве также поклонялись ханааннейским богам. К ним относились Эль, верховное божество пантеона, Ашера, его супруга, и Баал.
В самой ранней библейской литературе Яхве выступает, как типичный для древних ближневосточных мифов бог бури и войны, делающий землю плодоносной, и выходящий из региона к югу или юго-востоку от Израиля с небесным воинством из звёзд и планет, составляющих его армию, чтобы сразиться с врагами своего народа — Израиля.
В ранний период в условиях кочевого быта Яхве воспринимался как племенной бог, идущий перед людьми племени в их странствиях и ведущий их войны.
В последующие века Эль и Яхве стали смешиваться, и эпитеты, связанные с Элем (такие, как Эль Шаддай), стали применяться к Яхве; супруга Эля Ашера какое-то время, по-видимому, рассматривалась как супруга Яхве, так, надписи, найденные в Кунтилет-Аджруде, говорит об «Яхве Самарийском и его Ашере» и «Яхве Феманском и его Ашере».
Помимо важнейшего святилища в Силоме, где находилась Скиния Завета, существовали многие другие святилища, в том числе принадлежащие отдельным коленам и даже родам; культ в святилище отправляли отнюдь не только кохены и левиты, как стало впоследствии; вероятно, в какой-то форме существовали культ духов предков.
Увеличение роли Яхве, его восприятие как национального бога, и начало централизации культа связывается с эпохой единого Израильского царства, провозглашения Иерусалима столицей, где для него строится Храм (X век до н. э.). В это время можно еще говорить о культе Яхве, как о монолатрии, где Яхве является главным, но не единственным богом; в том числе не единственным и в том смысле, что в разных городах почитаются местные Яхве, как отражено в вышеупомянутых надписях из Кунтилет-Аджруд.
В еврейской традиции Иерусалимский храм выступает как центр развития иудейской религии и единственное дозволенное место богослужения на протяжении более чем тысячи лет начиная с эпохи образовавшейся еврейской государственности. Первый храм, построенный сыном Давида, царём Соломоном, существовал с X в. до н. э. до 586 года до н. э. Иерусалим стал центром еврейского народа.
В условиях, когда единое Израильское царство распадается (около 932—928 годов до н. э.), и позднее возрастает угроза со стороны Ассирии, а затем Нововавилонского царства, важнейшим фактом религиозной жизни становится пророческое движение. Пророки требовали отказа от языческих культовых традиций и почитания каких-либо богов, кроме Яхве.
В период Первого и Второго храмов были сформированы основы храмового иудаизма (т.н. иудаизм Второго храма) в качестве религиозной системы и завершено составление священной книги иудаизма — Танаха (в христианской традиции почитается как Ветхий Завет в составе Библии). В эпоху Первого храма от ещё не окончательно оформившегося иудаизма отделяется учение самаритян, признающее священными книгами только Пятикнижие и Книгу Иисуса Навина.
В 722 году до н. э. потомки десяти из двенадцати еврейских «колен» насильно переселяются ассирийцами в Мидию, где растворяются среди окружающего населения. Предания о «десяти потерянных коленах» получили популярность в еврейском, христианском и мусульманском фольклоре, и до настоящего времени распространены в среде восточных еврейских общин и иудействующих.
В 586 году до н. э. Иудея была завоёвана вавилонянами, которые разрушили Иерусалимский храм и насильно переселили значительную часть еврейского народа в Месопотамию. В еврейской библейской традиции это событие получило название Вавилонского пленения.

## Формирование монотеизма
Неизвестно, когда началось поклонение только Яхве. Самые ранние изображения Яхве как главного божества, который «единственный благословляет землю», появляются в учениях пророка Илии в IX веке до н. э., и, вероятно, уже ко времени пророка Осии в VIII веке до н. э., в связи со спорами между Яхве и Баалом. Ранние сторонники этой фракции считаются скорее монолатристами, чем истинными монотеистами; они не верили, что Яхве — единственный существующий бог, но считали его единственным богом, которому должен поклоняться народ Израиля. Наконец, во время национального кризиса в изгнании, последователи Яхве пошли дальше и открыто отрицали существование других божеств, кроме Яхве, тем самым обозначив переход от монолатрии к истинному монотеизму. Представление о том, что Яхве «должен почитаться как бог-создатель всей земли», впервые развивается во Второ-Исайи, сочинении, написанном в плену, хотя доводы в пользу богословской доктрины снова опираются на власть Яхве над другими богами, а не на независимое монотеистическое обоснование.
Подлинно монотеистическая риторика возникает с VII—VI веков до нашей эры. Трудно понять точные причины этого, хотя структура израильского общества и исторические обстоятельства могли оказать влияние. С одной стороны, структура центрального божества, окруженного божественным советом, выделяется из концепции божественной семьи, как она известна в Угарите. В божественном совете Яхве занимал роль главы (3 Цар. 22:19). Сначала это собрание состояло из божеств низшего ранга. Эти представления позже были перетолкованы в соответствии с монотеистическим богословием, и данные божества интерпретированы как ангелы. В израильских богословских воззрениях во многом проявляется индивидуальность Яхве, которая может отражать ослабление традиционной семейной структуры, поскольку возникает централизованная царская власть и новый класс землевладельцев. С другой стороны, на изменение представлений о Яхве могли повлиять исторические обстоятельства. С VIII—VII веков до н. э. Израиль вступает в контакт с ассирийской и вавилонской империями. В то время как Израиль подчиняется могущественным империям и оказывается на нижних ступенях политической лестницы, жрецы конструируют национальное божество на вершине божественной власти, власть которого распространяется на всю вселенную. Ухудшение положения Израиля в мире сопровождается повышением статуса Яхве в литературе. Эта модификация богословского дискурса превращает Яхве из национального бога в единственного бога, существующего в мире. В VII веке до н. э., девтерономическая реформа царя Иосии была направлена на укрепление сплочённости общин. Яхве становится единственным объектом почитания, идолопоклонство считается предательством. Возможно, как символ реформы царя Иосии и перехода к монотеизму, богиня Ашера больше не появляется в формулах благословения и защиты на остраконах Лакиша и Арада, и упоминается только Яхве.
Помимо слова מַלְאָךְ‎ — ангел, Библия содержит множественные упоминания элохим (буквально `боги`; 1Цар. 28:13), бней элохим (`сыны Бога`; Быт. 6:2, 4; Иов. 1:6), бней элим (буквально `сыны богов`; Пс. 28:1; 88:7), кдошим (`священные существа`; Пс. 88:6, 8; Иов. 5:1) или анашим (`мужи`; Быт. 18:2, 16, 22), а также понятие «воинства небесного», которое сопровождает Бога и прислуживает Ему. В рамках иудаизма и других авраамических религий все эти термины понимаются, как относящиеся к ангелам, а описание «воинства небесного» может рассматриваться в качестве отрицания языческой идеи независимых от Бога сверхчеловеческих существ. В то же время часть религиоведов видят в этих терминах наследие домонотеистической стадии иудаизма, а описанию «сынов бога» и «воинства небесного» находятся прямые соответствия в религии финикийского Угарита.

## Праздники и жертвоприношения
В центре поклонения Яхве находились три великих ежегодных праздника, совпадающих с основными событиями в сельской жизни: Песах с рождением ягнят, Шавуот с урожаем зерновых и Суккот с урожаем фруктов. Эти праздники, вероятно, существовали до появления религии Яхве, но они стали связаны с событиями из национального мифа Израиля: Песах — с исходом из Египта, Шавуот — с дарованием закона на горе Синай, а Суккот — со скитаниями по пустыне. Таким образом, праздники отмечали спасение Израилем Яхве и статус Израиля как его святого народа, хотя более ранний сельскохозяйственный смысл не был полностью утрачен. Поклонения Яхве, предположительно, включали жертвоприношения, но многие учёные пришли к выводу, что ритуалы, подробно описанные в книге Левит 1—16, с их акцентом на чистоту и искупление, были введены только после вавилонского плена, и что в действительности любой глава семьи мог приносить жертвы, если того требовал случай. Ряд учёных также пришли к выводу, что жертвоприношение младенцев, будь то любому другому божеству или самому Яхве, было частью израильско-иудейской религии вплоть до реформ царя Иосии в конце VII века до нашей эры. Жертвоприношения, предположительно, дополнялись пением или чтением псалмов, но подробности точно неизвестны. Молитва играла незначительную роль в официальном богослужении.

## Храмы
Еврейская Библия создает впечатление, что Иерусалимский храм всегда должен был быть центральным или даже единственным храмом Яхве, но это было не так. Самым ранним известным местом поклонения израильтян является алтарь XII века до н. э. под открытым небом на холмах Самарии, с изображением бронзового быка, напоминающего ханаанского Быка-Эла (Эль в виде быка). Археологические остатки других храмов были найдены в Дане, одной из столиц северного Израильского царства, в Араде в Негеве и в Беершебе, оба на территории Иудейского царства, и храм в Тель-Моца рядом с самим Иерусалимом. Силом, Вефиль, Галгал, Мицпа, Рама и Дан также были основными местами проведения праздников, жертвоприношений, клятв, индивидуальных ритуалов и решения юридических споров.
Согласно элефантинским папирусам, в Элефантине имелся Храм, где помимо Яхве поклонялись богиням Анат и Бетель. Уже во II веке до н. э. в египетском Леонтополе в качестве альтернативы Иерусалимскому храму был построен храм Ониаса.

## Изображения
Поклонение Яхве было, как известно, аниконическим, то есть Бог не был изображён в виде статуи или другого образа. Это не значит, что он не был представлен в какой-то символической форме, и раннее израильское поклонение, вероятно, было сосредоточено на стоячих камнях, но согласно библейским текстам, в Иерусалимском храме трон Яхве был представлен в виде двух херувимов, внутренние крылья которых образовывали сиденье, а ящик (Ковчег Завета) — подножие, в то время как сам трон был пуст. Не существует общепринятого объяснения такого аниконизма, и ряд новых исследователей утверждают, что Яхве изображался до реформ Езекии и Иосии в конце монархического периода. По мнению МакДональда «ранний аниконизм, де-факто или иначе, является исключительно следствием послепленного воображения». Другие учёные утверждают, что нет никаких определённых доказательств антропоморфного изображения Яхве в допленный период.

## Связь с ритуалом
В Ветхом Завете заметны следы взаимодействия обрядности и мифологии. По мнению ряда библеистов, особенно Ю. Велльгаузена, многие повествовательные сюжеты Библии первоначально представляли собой обоснование каких-либо древних обрядовых действий. Так, рассказ о жертвоприношении Авраамом своего сына Исаака, которое в последний момент было отменено Богом (Быт. 22:1—18), не может рассматриваться как реминисценция действительно существовавшего института человеческих жертвоприношений, а является мифологическим обоснованием ритуала посвящения божеству «первородных» сыновей, что было в свою очередь символической трансформации ещё более древнего ритуала инициации мальчиков. Связь обряд — миф отразилась также в обычае обрезания мальчиков. В книге Бытия введение этого древнего обычая, происхождение которого было забыто, объяснено прямым повелением Бога Аврааму (Быт. 17:10, 11 и др.) и представлено как знак заключения народом завета (договора) с Яхве. Этот обычай стал своего рода этноразличительным признаком. Мифологическое обоснование получил в Библии также древний скотоводческий обычай вкушения весной мяса ягнёнка. Его установление связано с рассказом об освобождении евреев от египетского рабства (Исх. 12:3—28). Рассказ о законодательстве Моисея, его встречах с Богом на горе Синай (Исх. 3 и др.) представляет собой мифологическое истолкование и кодификацию древних и более поздних обрядовых предписаний и запретов, которым следовали еврейские племена частью ещё в кочевой период, частью в ханаанскую эпоху.

### На русском языке
Книги
- Григоренко А. Ю. Религиоведение для студентов педагогических вузов. — 2008. Архивировано 30 января 2023 года.
- Липовский И. П. Яхвизм и языческие культы Ханаана: от сосуществования к противостоянию // Библейский Израиль. История двух народов. — Гуманитарная академия, 2010. — С. 521—539. — ISBN 978-5-93762-066-8.
- Токарев С. А. Религия евреев (иудаизм) // Религия в истории народов мира. — 1986. — С. 349—382.
- Циркин Ю. Б. Мифы и легенды народов мира. — М.: Мир Книги, 2004. — Т. 12. Передняя Азия. — 416 с. — ISBN 5–8405–0649–4.
- Шифман И. Ш. Ветхий завет и его мир. — 1987.
- О Ба’лу. Угаритские поэтические повествования / Шифман И. Ш. (пер. с угарит., введ., коммент.). — М.: Восточная литература, 1999. — 536 с. — (Памятники письменности Востока). — ISBN 5-02-017805-5.
- Элиаде М. Гл. 60 Религия эпохи Судей: первая фаза синкретизма // История веры и религиозных идей.
- И. Р. Тантлевский. История Израиля и Иудеи до разрушения Первого Храма. — 2005. — ISBN 5-288-03735-3.
- Сергей Петров. Вот б-ги твои, Израиль - Языческая религия евреев. — 2017. — ISBN 978-5-44-854503-0.

Статьи
- Авторы КЕЭ. Тетраграмматон // Краткая еврейская энциклопедия / под гл. ред. Ицхака Орена (Наделя); Нафтали Прата. — Иерусалим: Еврейский университет в Иерусалиме, 1996. — Т. 8: Сирия — Фашизм. — Стб. 952—953.
- Евреи : [арх. 1 января 2023] / М. А. Членов // Динамика атмосферы — Железнодорожный узел [Электронный ресурс]. — 2007. — С. 518—520. — (Большая российская энциклопедия : [в 35 т.] / гл. ред. Ю. С. Осипов ; 2004—2017, т. 9). — ISBN 978-5-85270-339-2.
- Иудаизм : [арх. 15 июня 2024] / М. А. Членов, Т. Х. Стародуб // Исландия — Канцеляризмы [Электронный ресурс]. — 2008. — С. 233. — (Большая российская энциклопедия : [в 35 т.] / гл. ред. Ю. С. Осипов ; 2004—2017, т. 12). — ISBN 978-5-85270-343-9.
- Иудаистическая мифология / С. С. Аверинцев // Мифы народов мира : Энцикл. в 2 т. / гл. ред. С. А. Токарев. — 2-е изд. — М. : Советская энциклопедия, 1987. — Т. 1 : А—К. — 671 с.; Аверинцев С. С. Иудаистическая мифология Архивная копия от 3 сентября 2019 на Wayback Machine // Мифы народов мира : Энциклопедия. Электронное издание / Гл. ред. С. А. Токарев. — М., 2008. — С. 477—485.
- Мейлах М. Б. Яхве // Мифы народов мира. Энциклопедия / под гл. ред. С. А. Токарева. — 2-е изд. — М.: Советская энциклопедия, 1988. — Т. 2. К—Я. — С. 687—688.
- Яхве / К. В. Неклюдов // Шервуд — Яя [Электронный ресурс]. — 2017. — С. 792—793. — (Большая российская энциклопедия : [в 35 т.] / гл. ред. Ю. С. Осипов ; 2004—2017, т. 35). — ISBN 978-5-85270-373-6.
- Шифман И. Ш. Во что верили древние евреи? // Атеистические чтения : сборник. — М.: Политиздат, 1988. — Вып. 17. — С. 182—183.

### На других языках
Источники
- Plutarch. Quaestiones Convivales (англ.) / ed. Goodwin, William Watson; Translated by Creech, Thomas. — Boston: Little, Brown & Co., 1874.

Книги
- Ackerman, Susan. Goddesses // Near Eastern Archaeology: A Reader (англ.) / ed. Richard Suzanne. — Bruxelles: Eisenbrauns, Pennsylvania State University Press, 2003. — 486 p. — ISBN 978-1-57506-083-5.
- Albertz, Rainer. A History of Israelite Religion in the Old Testament Period (англ.). — Westminster John Knox Press, 1994. — Vol. 1: From the Beginnings to the End of the Monarchy. — 384 p. — ISBN 978-0-664-22719-7.
- Albertz, Rainer. Israel in Exile: The History and Literature of the Sixth Century B.C.E. (англ.). — Society of Biblical Literature, 2003. — Vol. 3. Studies in Biblical Literature. — 461 p. — ISBN 978-1-58983-055-4.
- Alter, Robert. The Hebrew Bible: A Translation with Commentary (англ.). — Norton, 2018. — Vol. 3. — 3500 p. — ISBN 9780393292503.
- Anderson, James S. Monotheism and Yahweh's Appropriation of Baal (англ.). — Bloomsbury, 2015. — 224 p. — ISBN 978-0-567-66396-2.
- Bennett, Harold V. Injustice Made Legal: Deuteronomic Law and the Plight of Widows, Strangers, and Orphans in Ancient Israel (англ.). — Eerdmans, 2002. — 224 p. — ISBN 978-0-8028-3909-1.
- Betz, Hans Dieter. The Greek Magical Papyri in Translation Including the Demonic Spells (англ.). — 2nd ed. — University of Chicago Press, 1996. — Vol. 1. — 411 p. — ISBN 978-0-226-04447-7.
- Campbell, Edward F. A Land Divided: Judah and Israel from the Death of Solomon to the Fall of Samaria // The Oxford History of the Biblical World (англ.) / ed. Coogan, Michael David. — Oxford University Press, 2001. — P. 206—241. — ISBN 978-0-19-513937-2.
- Clinton, Arnold E. The Colossian Syncretism: The Interface Between Christianity and Folk Belief at Colossae (англ.). — Wipf and Stock, 1996. — 392 p. — ISBN 978-1-4982-1757-6.
- Cogan, Mordechai. Into Exile: From the Assyrian Conquest of Israel to the Fall of Babylon // The Oxford History of the Biblical World (англ.) / ed. Coogan, Michael David. — Oxford University Press, 2001. — P. 242—275. — ISBN 978-0-19-513937-2.
- Cohen, Shaye J. D. The Temple and the Synagogue // The Cambridge History of Judaism (англ.) / eds.  Finkelstein, Louis; Davies, W. D.; Horbury, William. — Cambridge University Press, 1999. — Vol. 3: The Early Roman Period. — P. 298—325. — ISBN 978-0-521-24377-3.
- Coogan, Michael D.; Brettler, Marc Zvi; Newsom, Carol Ann. The Persian and Hellenistric Periods // The New Oxford Annotated Bible with the Apocryphal/Deuterocanonical Books (англ.) / ed. Coogan, Michael David. — Oxford University Press, 2007. — P. xxii—xxviii. — ISBN 978-0-19-528880-3.
- Davies, Philip R. The Old Testament World (англ.) / ed. Rogerson, John. — A&C Black, 2005. — 250 p. — ISBN 978-0-567-08488-0.
- Davies, Philip R. Urban Religion and Rural Religion". // Religious Diversity in Ancient Israel and Judah (англ.) / eds. Stavrakopoulou, Francesca; Barton, John. — Continuum International Publishing Group, 2010. — P. 104—117. — ISBN 978-0-567-03216-4.
- Day, John[англ.]. Yahweh and the Gods and Goddesses of Canaan (англ.). — Sheffield Academic Press, 2002. — 290 p. — (Journal for the Study of the Old Testament Supplement Series 265). — ISBN 0-82646-830-6.
- Dever, William G. Religion and Cult in the Levant: The Archaeological Data // Near Eastern Archaeology: A Reader (англ.) / ed. Richard, Suzanne. — Eisenbrauns, 2003. — P. 383—390. — ISBN 978-1-57506-083-5.
- Eakin, Frank E. Jr. The Religion and Culture of Israel (англ.). — Boston: Allyn and Bacon, 1971. — 335 p.
- Elioir, Racher. Early forms of Jewish mysticism // The Cambridge History of Judaism (англ.) / ed. Katz, Steven T. — Cambridge University Press, 2006. — Vol. 4. The Late Roman-Rabbinic Period. — P. 749—791. — ISBN 9780521772488.
- Flood, Finbarr Barry. The Great Mosque of Damascus: Studies on the Makings of an Ummayyad Visual Culture (англ.). — Brill, 2001. — 330 p. — ISBN 9789004116382.
- Geller, Stephen A. Priests and Levites in the Hebrew Bible // The Wiley-Blackwell History of Jews and Judaism (англ.) / ed. Levenson, Alan T. — Wiley-Blackwell, 2012. — 712 p. — ISBN 9781118232934.
- Gnuse, Robert Karl. No Other Gods: Emergent Monotheism in Israel (англ.). — A&C Black, 1997. — 392 p. — ISBN 978-0-567-37415-8.
- Golden, Jonathan M. Ancient Canaan and Israel: An Introduction (англ.). — Oxford University Press, 2009. — 413 p. — ISBN 9780195379853.
- Grabbe, Lester L. Ancient Israel: What Do We Know and How Do We Know It? (англ.). — A&C Black, 2007. — 306 p. — ISBN 978-0-567-03254-6.
- Grabbe, Lester L. An Introduction to Second Temple Judaism (англ.). — A&C Black, 2010. — 150 p. — ISBN 978-0-567-55248-8.
- Hackett, Jo A. There Was No King In Israel. The Era of the Judges // The Oxford History of the Biblical World (англ.) / ed. Coogan, Michael David. — Oxford University Press, 2001. — P. 132—165. — ISBN 978-0-19-513937-2.
- Harlan, Michael. Roman Republican Moneyers and Their Coins, 63 B. C.-49 B. C (англ.). — Seaby, 1995. — 206 p. — ISBN 9780713476729.
- Hoffman, Joel. In the Beginning: A Short History of the Hebrew Language (англ.). — NYU Press, 2004. — 280 p. — ISBN 978-0-8147-3706-4.
- Holland, Glenn S. Gods in the Desert Religions of the Ancient Near East (англ.). — Rowman & Littlefield, 2009. — 309 p. — ISBN 9780742562264.
- Kaiser, Walter C., Jr. Exodus (англ.) / eds. Longman III, Tremper; Garland, David E. — Zondervan Academic, 2017. — 224 p. — (The Expositor's Bible Commentary). — ISBN 978-0-310-53173-9.
- King, Philip J.; Stager, Lawrence E. Life in Biblical Israel (англ.). — Westminster John Knox Press, 2001. — 440 p. — ISBN 978-0-664-22148-5.
- Leech, Kenneth. Experiencing God: Theology as Spirituality (англ.). — Eugene, OR: Wipf and Stock Publishers, 2002. — 512 p. — ISBN 978-1-57910-613-3.
- Levine, Lee I. Judaism and Hellenism in Antiquity: Conflict Or Confluence? (англ.). — University of Washington Press, 1998. — 227 p. — (Samuel and Althea Stroum Lectures in Jewish Studies). — ISBN 9780295976822.
- Lewis, Theodore J. The Origin and Character of God (англ.). — Oxford University Press, 2020. — 1073 p. — ISBN 978-0-19-007254-4.
- Litwa M. David. Part I: The Self-deifying Rebel – 'I Am God and There is No Other!': The Boast of Yaldabaoth // Desiring Divinity: Self-deification in Early Jewish and Christian Mythmaking (англ.). — Оксфорд и Нью-Йорк: Издательство Оксфордского университета, 2016. — P. 47–65. — ISBN 9780199967728. — doi:10.1093/acprof:oso/9780190467166.003.0004.
- MacDonald, Nathan. Aniconism in the Old Testament // The God of Israel (англ.) / ed. Gordon, R. P. — Cambridge University Press, 2007. — P. 20—34. — ISBN 978-0-521-87365-9.
- McKenzie, John L. Aspects of Old Testament Thought // The New Jerome Biblical Commentary (англ.) / eds. Raymond E. Brown; Joseph A. Fitzmyer; Roland E. Murphy. — New Jersey: Prentice Hall, 1990. — 1526 p. — ISBN 9780136149347.
- McDonough, Sean M. YHWH at Patmos: Rev. 1:4 in Its Hellenistic and Early Jewish Setting (англ.). — Tübingen, Germany: Mohr Siebeck, 1999. — 276 p. — (Wissenschaftliche Untersuchungen zum Neuen Testament, vol. 107). — ISBN 978-3-16-147055-4.
- Mettinger, Tryggve N.D. A Conversation with My Critics: Cultic Image or Aniconism in the First Temple? // Essays on Ancient Israel in Its Near Eastern Context: A Tribute to Nadav Naʼaman (англ.) / eds. Amit, Yaira; Naʼaman, Nadav. — Eisenbrauns, 2006. — P. 273—296. — ISBN 978-1-57506-128-3.
- Miller, Patrick D. The Religion of Ancient Israel (англ.). — Westminster John Knox Press, 2000. — 335 p. — ISBN 978-0-664-22145-4.
- Miller, James M.; Hayes, John H. A History of Ancient Israel and Judah (англ.). — Westminster John Knox Press, 1986. — 523 p. — ISBN 978-0-664-21262-9.
- Mindell, David P. The Evolving World. — Harvard University Press, 2009. — ISBN 978-0-674-04108-0.
- Moussaieff, Shlomo. Aspects of israelite personal names and pre-exilic israelite religion // New Seals and Inscriptions, Hebrew, Idumean, and Cuneiform (англ.) / eds. dans Lubetski, Meir; Moussaieff, Shlomo. — Sheffield Phoenix Press, 2007. — 325 p. — (Hebrew Bible monographs, vol. 8). — ISBN 9781905048359.
- Parke-Taylor, G. H. Yahweh: The Divine Name in the Bible (англ.). — Wilfrid Laurier Univ. Press, 2006. — 144 p. — ISBN 978-0-88920-013-5.
- Schäfer, Peter. Judeophobia: Attitudes Toward the Jews in the Ancient World (англ.). — Harvard University Press, 1997. — 306 p. — ISBN 9780674487772.
- Schniedewind, William M. A Social History of Hebrew: Its Origins Through the Rabbinic Period (англ.). — Yale University Press, 2013. — 261 p. — ISBN 978-0-300-17668-1.
- Scott, James M. Bacchius Iudaeus: A Denarius Commemorating Pompey's Victory over Judea (англ.). — Göttingen: Vandenhoeck & Ruprecht, 2015. — 169 p. — (Novum Testamentum et Orbis Antiquus, vol. 104). — ISBN 978-3-525-54045-9.
- Ska, Jean-Louis. Les énigmes du passé. Histoire d'Israël et récit biblique (фр.). — Lessius, 2001. — 144 p. — ISBN 9782872991136.
- Smith, Mark S. The Ugaritic Baal cycle. Volume I. Introduction with Text, Translations and Commentary of KTU 1.1-1.2 (англ.). — Leiden: Brill, 1994. — 446 p. — ISBN 978-90-04-09995-1.
- Smith, Mark S. The Early History of God: Yahweh and Other Deities of Ancient Israel[англ.] (англ.). — 2nd ed. — Wm. B. Eerdmans, 2002. — 243 p. — ISBN 978-0-8028-3972-5.
- Smith, Mark S.; Pitard, Wayne T. The Ugaritic Baal cycle. Volume II. Introduction with Text, Translations and Commentary of KTU 1.3-1.4 (англ.). — Leiden: Brill, 2009. — 904 p. — ISBN 978-90-04-09995-1.
- Smith, Mark S. Proposals for the Original Profile of YHWH // The Origins of Yahwism (англ.) / eds. Van Oorschot, Jürgen; Witte, Markus. — De Gruyter, 2017. — P. 23—44. — (Beihefte zur Zeitschrift für die alttestamentliche Wissenschaft, vol. 484). — ISBN 978-3-11-042538-3.
- Smith, Morton; Cohen, Shaye J. D. Studies in the Cult of Yahweh: Volume One: Studies in Historical Method, Ancient Israel, Ancient Judaism (англ.). — Leiden, The Netherlands, N. Y., and Cologne: Brill, 1996. — 334 p. — ISBN 978-90-04-10477-8.
- Smith, Morton; Cohen, Shaye J. D. Studies in the Cult of Yahweh: Volume Two: New Testament, Christianity, and Magic (англ.). — Leiden, N. Y.: Brill, 1996b. — 334 p. — ISBN 978-90-04-10479-2.
- Sperling, S. David. Ve-Eileh Divrei David: Essays in Semitics, Hebrew Bible and History of Biblical Scholarship (англ.). — Brill, 2017. — 408 p. — (Culture and History of the Ancient Near East, vol. 88). — ISBN 978-9004340879.
- Stager, Lawrence. Forging an Identity: The Emergence of Ancient Israel // The Oxford History of the Biblical World (англ.) / ed. Coogan, Michael David. — Oxford University Press, 2001. — P. 90—131. — ISBN 978-0-19-513937-2.
- Stavrakopoulou, Francesca. God: An Anatomy - As Heard on Radio 4 (англ.). — Pan Macmillan, 2021. — 384 p. — ISBN 978-1-5098-6734-9.
- Thompson, Thomas L. Jerusalem in Ancient History and Tradition (англ.). — T&T Clark, 2004. — 301 p. — ISBN 978-0-567-08360-9.
- Trotter, James M. Reading Hosea in Achaemenid Yehud (англ.). — Bloomsbury, 2002. — 250 p. — ISBN 9780567226129.
- Van der Toorn, Karel. Pluralism and Identity: Studies in Ritual Behaviour (англ.) / eds. Platvoet, Jan. G.; Van der Toorn, Karel. — Brill, 1995. — 376 p. — ISBN 978-90-04-10373-3.
- Karel van der Toorn[англ.]. Yahweh (англ.) // Dictionary of Deities and Demons in the Bible  / Karel van der Toorn, Bob Becking, Pieter Willem van der Horst[англ.]. — Leiden, Boston, Köln: Brill, 1999. — P. 910—919. — ISBN 90-04-11119-0.
- Wanke, Gunther. Prophecy and Psalms in the Persian Period // The Cambridge History of Judaism (англ.) / ed. Finkelstein, Louis. — Cambridge University Press, 1984. — Vol. 1, Introduction: The Persian Period. — P. 162—189. — ISBN 978-0-521-21880-1.

Статьи
- Barkay, Gabriel; Lundberg, Marilyn J.; Vaughn, Andrew G.;  Zuckerman, Bruce. The Amulets from Ketef Hinnom: A New Edition and Evaluation (англ.) // Bulletin of the American Schools of Oriental Research : журнал. — The University of Chicago Press, 2004. — May (no. 334). — P. 41—71. — doi:10.2307/4150106. — JSTOR 4150106.
- Betz, Arnold G. Monotheism // Eerdmans Dictionary of the Bible (англ.) / eds. Freedman, David Noel; Myer, Allen C. — Amsterdam University Press, 2000. — P. 917. — ISBN 978-90-5356-503-2.
- Day, Peggy L. Anat // Dictionary of Deities and Demons in the Bible (англ.) / eds. van der Toorn, Karel; Becking, Bob; van der Horst, Pieter W. — Grand Rapids, Michigan; Camridge, U.K.: Eerdmans Publishing Company, 1999. — P. 36—43. — ISBN 978-0-8028-2491-2.
- Freedman, D.N.; O'Connor, M.P.; Ringgren, H. YHWH // Theological Dictionary of the Old Testament (англ.) / eds. Botterweck, G. Johannes; Ringgren, Heinz-Josef Fabry. — Wm. B. Eerdmans, 1986. — Vol. 5. — P. 500—543. — ISBN 978-0-8028-2329-8.
- Glare, P. G. W. Caelum // Oxford Latin Dictionary (англ.). — Clarendon Press, 1982. — Vol. 10. — P. 252. — ISBN 9780198642244.
- Gorman, Frank H., Jr. Feasts, Festivals // Eerdmans Dictionary of the Bible (англ.) / eds. Freedman, David Noel; Myers, Allen C. — Amsterdam University Press, 2000. — P. 457—459. — ISBN 978-1-57506-083-5.
- Knauf, E. A. Qôs // Dictionary of Deities and Demons in the Bible (англ.) / eds. Van der Toorn, Karel; Becking, Bob; Van der Horst, Pieter Willem. — Eerdmans, 1999. — 960 p. — ISBN 978-0-8028-2491-2.
- Lane, Eugene N. Sabazius and the Jews in Valerius Maximus: A Re-Examination (англ.) // The Journal of Roman Studies : журнал. — Society for the Promotion of Roman Studies, Cambridge University Press, 1979. — Vol. 69. — P. 35—38. — doi:10.2307/299057. — JSTOR 299057.
- Montgomery, James A. Notes from the Samaritan (англ.) // Journal of Biblical Literature : журнал. — 1906. — Vol. 25, no. 1. — P. 49—54. — doi:10.2307/3260246. — JSTOR 3260246.
- Preuss, Horst. Yahweh // The Encyclodedia of Christianity (англ.) / ed. Bromiley, Geoffrey William. — Eerdmans, 2008. — Vol. 5. — P. 823. — ISBN 9780802824172.
- Rosenberg, Roy A. Yahweh Becomes King (англ.) // The Society of Biblical Literature : журнал. — 1966. — September (vol. 85, no. 3). — P. 297—307. — doi:10.2307/3264243. — JSTOR 3264243.
- Thompson, Henry O. Yahweh (Deity) // The Anchor Yale Bible Dictionary (англ.) / ed. David Noel Freedman. — Doubleday, 1992. — Vol. 6. Si–Z. — P. 1011—1012. — (Anchor Bible Series). — ISBN 978-0-30014-006-4.
- van der Toorn, Karel. Anat-Yahu, Some Other Deities, and the Jews of Elephantine (англ.) // Numen : журнал. — Leiden: Brill, 1992. — June (vol. 39, no. 1). — P. 80—101. — doi:10.2307/3270076. — JSTOR 3270076.
- Van der Toorn, Karel. Yahweh // Dictionary of Deities and Demons in the Bible (англ.) / eds. Van der Toorn, Karel; Becking, Bob; Van der Horst, Pieter Willem. — Eerdmans, 1999. — 960 p. — ISBN 978-0-8028-2491-2.